# Забдикене
Забдикене (курд. Zebdîkênê, арм. Ծավդեք or Զավդեք, лат. Zabdiccena) — кордуенская династия, правившая в современной части юго-восточной Турции.

## История
Забдикенцы контролировали земли к югу-западу от Анжевачи и к северу от Адиебены. Под их контролем были города Безабде и Пинака.
В 363 году н. э. их территории были переданы Сасанидской империи, позже (к середине V века) династия пошла в упадок.
Святой Бабай Великий родился в кордуенской деревне Бет-Забдаи в 551 году.